# Caroline Hagberg
Caroline Hagberg (* 29. März 1982; ⚭ Caroline Hall) ist eine ehemalige schwedische Fußballspielerin und A-Nationalspielerin.

## Karriere

### Vereine
Hagberg spielte im Seniorinnenbereich für den zehn Kilometer nordwestlich von Uppsala ansässigen Bälinge Idrottsförening in der Spielzeit 2001 in der Damallsvenskan, der höchsten Spielklasse im schwedischen Frauenfußball.
Im Spieljahr 2004 war sie für den in Bålsta in der Provinz Uppsala ansässigen Håbo Fotbollsförening in der Division 1 (Gruppe Nord), der seinerzeit zweithöchsten Spielklasse (bis 2013), aktiv.
Nach Västerås gelangt, war sie für den ebenfalls in der Division 1 (Gruppe Nord) spielenden Gideonsbergs IF in der Spielzeit 2006 tätig und im weiteren Verlauf für den Fanna Bollklubb aus Enköping im Spieljahr 2014 in der (seit 2013) drittklassigen Division 1 (Södra Svealand). 

### Nationalmannschaft
Hagberg kam als Nationalspielerin für den SvFF in der U17-Nationalmannschaft das erste Mal am 14. Mai 1999 in Tuusula beim 6:5-Sieg im Freundschaftsspiel gegen die U17-Nationalmannschaft Dänemarks zum Einsatz. In ihrem dritten Länderspiel in dieser Altersklasse erzielte sie beim 4:0-Sieg im Freundschaftsspiel gegen die U17-Nationalmannschaft Deutschlands in Jernvallen mit dem Treffer zum 2:0 ihr erstes Länderspieltor.
Für die U19-Nationalmannschaft bestritt sie acht Länderspiele, das erste am 1. September 1999 beim 4:0-Sieg im Freundschaftsspiel gegen die U19-Nationlmannschaft Dänemarks in Grästorp, das letzte am 11. Oktober 2000 bei der 1:4-Niederlage gegen die U19-Nationalmannschaft Deutschlands. Drei der acht Länderspiele waren EM-Qualifikationsspiele für die vom 27. Juli bis 4. August 2000 in Frankreich vorgesehene und zum vorletzten Mal mit der Altersgrenze von 18 Jahren ausgetragene U18-Europameisterschaft.
Bei ihrem Debüt für die U21-Nationalmannschaft am 20. Juni 2001, beim 6:1-Sieg im Freundschaftsspiel gegen die U21-Nationalmannschaft Finnlands in Dalsjöfors, erzielte sie mit dem Treffer zum 4:0 sogleich ihr erstes Länderspieltor. Zuvor kam sie im Zeitraum vom 12. Januar bis zum 11. April desselben Jahres in fünf Länderspielen (3 S, 2 N) der A-Nationalmannschaft zum Einsatz, drei davon bestritt sie im Turnier um den Algarve-Cup 2001 (erstes und zweites Spiel Gruppe A und Finale).

## Erfolge
- Algarve-Cup-Sieger 2001